# Gene Force
Gene Force (n. 15 iunie 1916 - d. 21 august 1983) a fost un pilot de curse auto american care a evoluat în Campionatul Mondial de Formula 1 în 1951 și 1960.